# Артета, Мигель
Миге́ль Арте́та (исп. Miguel Arteta; род. 1965) — пуэрто-риканский и американский режиссёр.

## Жизнь и карьера
Артета родился в Сан-Хуане, Пуэрто-Рико, в семье матери-испанки и отца-перуанца. Его отец был продавцом автокомпании Chrysler, в связи с чем семья Артеты часто меняла место жительства. Он был исключён из школы в Коста-Рике, после чего переехал к сестре в Бостон, штат Массачусетс, и позже окончил Кембриджскую школу Уэстона. Артета изучал документалистику в Гарвардском университете, после чего перешёл в Уэслианский университет, который окончил в 1989 году.
В 1990 году студенческий фильм Артеты, музыкальная сатира «Каждый день прекрасен», был номинирован на премию Академии кинематографических искусств и наук в секции студенческого кино, после чего он получил работу у Джонатана Демми, на тот момент занимавшегося съёмками документального фильма «Кузен Бобби». Демми посоветовал Артете пройти обучение в Консерватории при Американском институте киноискусства, которую тот окончил в 1993 году.

## Фильмография

### Кино
- «Звёздные карты» / Star Maps (1997; сценарист и режиссёр)
- «Чак и Бак» / Chuck & Buck (2000; режиссёр)
- «Хорошая девочка» (2002; режиссёр)
- «Бунтующая юность» (2009; режиссёр)
- «Совсем не бабник» (2011; режиссёр)
- «Александр и ужасный, кошмарный, нехороший, очень плохой день» (2014; режиссёр)
- «Беатрис на ужине» / Beatriz at Dinner (2017; режиссёр)
- «Утиное масло» / Duck Butter (2018; сценарист и режиссёр)
- «Гламурные боссы» (2020; режиссёр)
- «День „да“» / Yes Day (2021; режиссёр)

### Телевидение
- «Убойный отдел» / Homicide: Life on the Street (1999; 1 эпизод)
- «Ищейки» / Snoops (1999; 1 эпизод)
- «Хулиганы и ботаны» / Freaks and Geeks (2000; 1 эпизод)
- «Клиент всегда мёртв» / Six Feet Under (2001—2004; 3 эпизода)
- «Время твоей жизни» / Time of Your Life (2000; 1 эпизод)
- «Нахваливание» / Cracking Up (2004; 1 эпизод)
- «Офис» (2006; 1 эпизод)
- «Дурнушка» (2007; 1 эпизод)
- «Большая буква „Р“» (2011; 2 эпизода)
- «Просветлённая» (2011; 4 эпизода)
- «Как преуспеть в Америке» (2011; 1 эпизод)
- «Новенькая» (2011; 1 эпизод)
- «Американская история ужасов» (2011; 1 эпизод)
- «Обитель лжи» (2012; 1 эпизод)
- «Сестра Джеки» (2012; 2 эпизода)
- «Новая норма» (2012; 2 эпизода)
- «Дневники Кэрри» (2013; 1 эпизод)
- «Старость — не радость» (2013—2015; 9 эпизодов)
- «Грейс и Фрэнки» (2015)
- «Популярна и влюблена» (2017; 1 эпизод)
- «Наследники» (2018; 1 эпизод)
- «Навсегда» / Forever (2018; 2 эпизода)
- «Комната 104» (2019; 1 эпизод, также сценарист)